# رأسية الحدائق

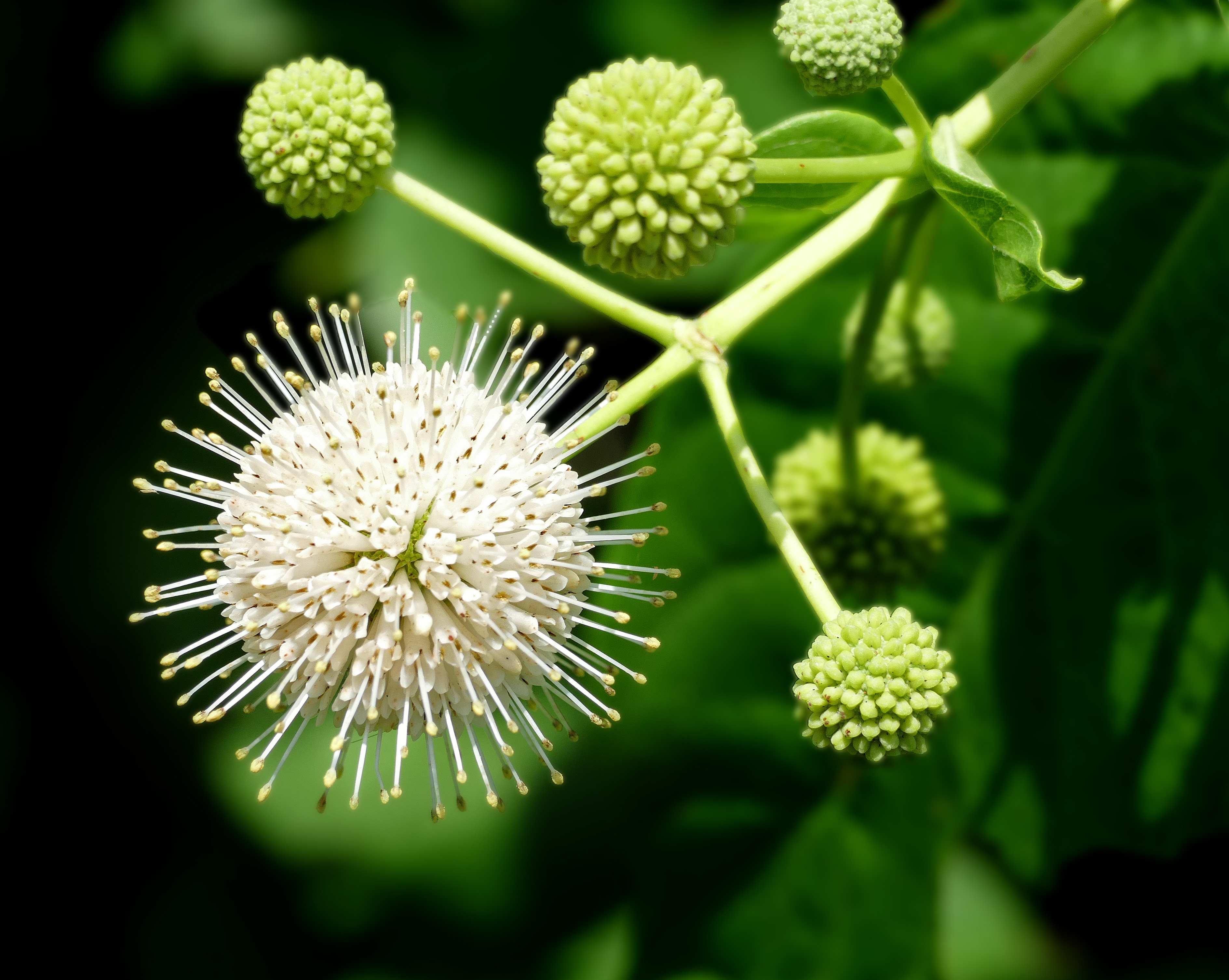

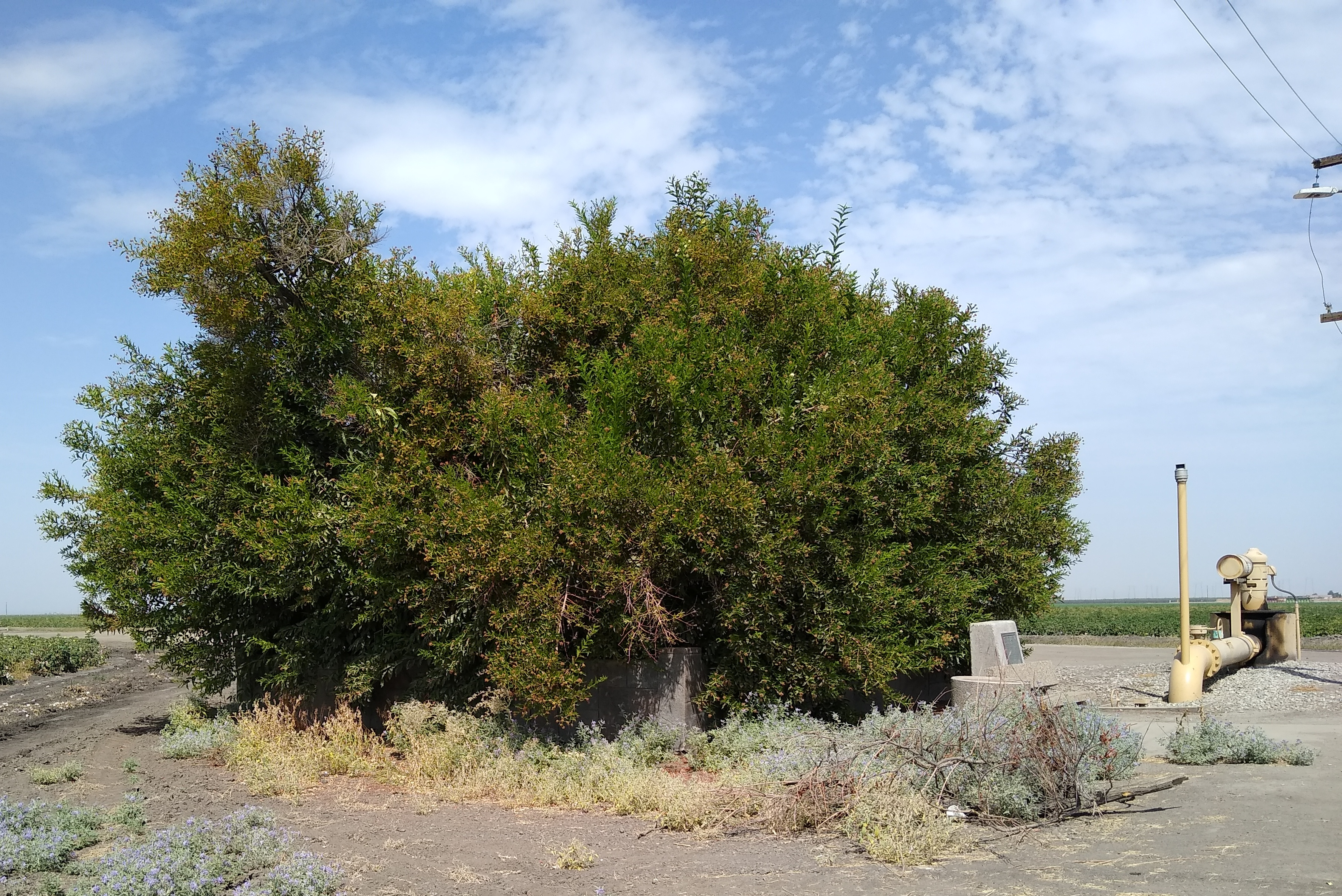

رأسية الحدائق أو قيفالنثس (الاسم العلمي: Cephalanthus occidentalis) هي نوع زاعي تزييني من النباتات المزهرة من جنس رأسية في الفصيلة الفوية مهدها شرق وجنوب أمريكا الشمالية. يعلو نحو ٣ أمتار. ازهرارها يستمر من تموز إلى آب.